# Esquizofrenia paranoide
Esquizofrenia paranoide, também chamada de esquizofrenia do tipo paranoica, é um subtipo de esquizofrenia, assim como definida no Manual Diagnóstico e Estatístico de Transtornos Mentais, código DSM-IV 295.30. É o tipo mais comum de esquizofrenia. A esquizofrenia é definida como "uma doença mental crônica em que uma pessoa perde o contato com a realidade (psicose)." É dividida em subtipos com base na "sintomatologia predominante, no momento da avaliação." O quadro clínico é dominado por ilusões relativamente estáveis, muitas vezes paranoicas, geralmente acompanhadas de alucinações, particularmente da variedade auditiva (ouvir vozes) e perturbações das percepções. Estes sintomas podem ter um efeito enorme sobre o funcionamento da pessoa e pode impactar negativamente a qualidade de vida da mesma. A esquizofrenia paranoide é uma doença permanente, mas, com o tratamento adequado, uma pessoa que sofre da doença pode a ter uma melhor qualidade de vida.
Embora a esquizofrenia paranoica seja definida por esses dois sintomas, é também definida por uma falta de certos sintomas (sintomas negativos). Os seguintes sintomas não são proeminentes: "discurso e comportamento desorganizado ou catatônico ou embotamento afetivo ou inadequado." Esses sintomas estão presentes em uma outra forma de esquizofrenia, a esquizofrenia do tipo desorganizado. Os critérios para o diagnóstico da doença devem estar presentes a partir de pelo menos um a seis meses. Isto ajuda a diferenciar a esquizofrenia de outras doenças, tais como transtorno bipolar. Assegura também que a doença é crônica e não aguda, e não vai desaparecer com o tempo.
A esquizofrenia paranoide foi definida no Manual Diagnóstico e Estatístico de Transtornos Mentais, 4ª Edição, mas foi retirado da 5ª Edição. A Associação Americana de Psiquiatria escolheu eliminar os subtipos de esquizofrenia, porque eles tinham "estabilidade limitada de diagnóstico, baixa confiabilidade e má validade." A presença e falta de sintomas que estavam sendo utilizados para classificar os diferentes subtipos de esquizofrenia não foram concretos o suficiente para serem capazes de ser diagnosticados. A Associação Americana de Psicologia também acreditava que os subtipos de esquizofrenia deveriam ser removidos porque "eles não aparecem para ajudar com o fornecimento de tratamento mais bem orientado ou prever a resposta ao tratamento." O tratamento direcionado e resposta ao tratamento variam de paciente para paciente, dependendo de seus sintomas. É mais vantajoso, por conseguinte, olhar para a gravidade dos sintomas quando considerando opções de tratamento.

## Diagnóstico
Os critérios da DSM-IV para o diagnóstico da esquizofrenia requerem a presença de sintomas em determinados períodos de tempo, a fim de diagnosticar com sucesso uma pessoa com a doença. Uma pessoa deve apresentar dois ou mais sintomas principais no período mínimo de um mês, como delírios, alucinações, discurso desorganizado, comportamento amplamente desorganizado ou catatônico ou sintomas negativos. Também deve haver prejuízo significativo para o individuo no trabalho, assim como no desempenho acadêmico, relacionamento interpessoal e a capacidade de cuidar de si mesmo. Estes sintomas devem continuar durante um período mínimo de seis meses, com os primeiros sintomas continuando durante pelo menos um mês. A esquizofrenia paranoide é diferenciada pela presença de alucinações e delírios que envolvem a percepção de perseguição ou grandiosidade nas suas crenças sobre o mundo.
Pessoas com esquizofrenia paranoide são muitas vezes mais articuladas ou "normais" que outros esquizofrênicos, tais como indivíduos hebefrênico-aflitos. O diagnóstico de esquizofrenia paranoide é dado com a presença de delírios ou alucinações bizarras que desafiam as leis naturais de processos básicos de lógicas de pensamento ou transtornos do pensamento e retirada devido a esses pensamentos e delírios. As pessoas que são diagnosticadas com tipo paranoico de esquizofrenia muitas vezes recebem um prognóstico melhor do que aqueles com outros tipos, sendo geralmente mais capazes de cuidar de si e são mais mentalmente funcionais.
Com a remoção dos subtipos de esquizofrenia, a esquizofrenia paranoide deixará de ser usada como uma categoria de diagnóstico. Se uma pessoa está exibindo sintomas da esquizofrenia, incluindo os sintomas de tipo paranoica, eles serão simplesmente diagnosticados com esquizofrenia e serão tratados com antipsicóticos com base nos seus sintomas individuais. 